# ابراهیم روخاس
ابراهیم روخاس (اسپانیایی: Ibrahim Rojas‎؛ زادهٔ ۱۰ اکتبر ۱۹۷۵) قایقران کانو اهل کوبا بود.